# Kosovo-medaille
De Kosovo-medaille is een Nederlandse militaire onderscheiding.
In 1999 kwam de eerste lichting van de naar Kosovo uitgezonden Nederlandse militairen terug naar Nederland. Zij hadden in het kader van een vredesoperatie van de WEU de burgerbevolking in bescherming genomen tegen het Servische leger. De aanleiding voor de WEU-operatie was de vermeende etnische zuivering van Kosovo. De teruggekeerde militairen werden gedecoreerd met de destijds gebruikelijke Herinneringsmedaille Multinationale Vredesoperaties. De medailles werden met het gebruikelijke militaire vertoon uitgereikt maar na de uitreiking kwam de legerleiding erachter dat de militairen niet aan de in het Koninklijk Besluit voorgeschreven eisen hadden voldaan. Het Koninklijk Besluit no. 157 van 30 juli 1982 stelt dat de Herinneringsmedaille Multinationale Vredesoperaties dient "als beloning voor hen, die van overheidswege hetzij gedurende ten minste drie maanden deel hebben uitgemaakt van een multinationale vredesmacht, hetzij gedurende een ten minste gelijke periode als waarnemer of in een soortgelijke functie bij enigerlei operatie van een multinationale vredesmacht zijn opgetreden, en daarbij in alle opzichten een goede plichtsbetrachting en een goed gedrag hebben betoond". De uitzending van de eerste lichting naar Kosovo was enige dagen te kort geweest.
De minister van Defensie besloot dat de medailles weer moesten worden ingeleverd.
Dat leidde tot felle protesten. Sommigen kondigden aan dat zij al hun onderscheidingen zouden terugsturen aan het Ministerie van Defensie.
Er kwam geen koninklijk besluit, maar bij Ministerieel Besluit werd op 9 februari 2000 de Kosovo-medaille ingesteld.
Deze medaille wordt toegekend aan het personeel van alle vier de krijgsmachtonderdelen dat heeft deelgenomen aan verschillende operaties in en rond Kosovo, ongeacht de tijd dat het personeel daar heeft doorgebracht. De eisen zijn dus lichter dan die die aan de verlening van de Herinneringsmedaille Multinationale Vredesoperaties.

## De medaille
De ronde bronzen medaille is met een middellijn van 30 millimeter iets kleiner dan de gangbare 35 millimeter van de Nederlandse medailles en wordt aan een lint op de linkerborst gedragen. Op de voorzijde van de medaille zijn vier elkaar kruisende zwaarden, waarvan de lemmeten naar boven zijn gericht, omstrengeld door een lauwerkrans.
De keerzijde draagt binnen een lauwerkrans boven in kleine letters het omschrift 'UIT ERKENTELIJKHEID' en aan de onderzijde de woorden 'DE MINISTER VAN DEFENSIE'. In het midden staat in grotere letters 'KOSOVO'.
Voor het ontwerp tekende P. Bultsma.
Het lint is 27 millimeter breed en verdeeld in vijf gelijke banen van paars, wit, paars, wit en paars.

## Het einde van de toekenningen in 2015
Sinds de instelling werd de medaille tot september 2014 6.250 maal toegekend. Bij een evaluatie van de Kosovo-medaille in het Permanent Overlegorgaan Decoratiebeleid bleek dat de onderscheiding niet meer voldoet aan de behoefte binnen Defensie. Op 1 januari 2015 stopt de toekenning dan ook. Minister van Defensie Jeanine Hennis-Plasschaert besloot daartoe omdat de medaille na 2006, afgezien van een inhaalslag in 2012, niet meer dan 11 maal werd toegekend. Militairen en veteranen kunnen voor een januari 2015 nog een aanvraag doen.